# Unilever
Az Unilever egy brit multinacionális fogyasztási cikkeket gyártó cég Londonban. A vállalat termékei között szerepelnek élelmiszerek, üdítők, tisztítószerek, illetve tisztálkodási és kozmetikai termékek. 2012-es adatok szerint az Unilever a világ legnagyobb fogyasztási cikkeket gyártó vállalata, és globálisan vezető például a margarinok piacán is. Európa 7. legértékesebb vállalata. Az Unilever az egyik legrégebbi multinacionális vállalatok egyike, termékei közel 190 országban elérhetőek.
Az Unilever több, mint 400 márka tulajdonosa, 2016. évi bevételei közel 50 milliárd euróra rúgtak. 13 márkájának eladásai haladják meg az éves 1 milliárd eurós forgalmat, ezek: Axe/Lynx, Dove, Omo, Becel/Flora, a Heartbrand jégkrémek, Hellmann's, Knorr, Lipton, Lux, Magnum, Rama, Rexona/Degree, Sunsilk és a Surf. Az Unilever egy kettős bejegyzésű vállalat egyik részről Unilever N.V. néven Rotterdamban, másfelől Unilever plc néven Londonban bejegyezve. A két vállalat közös igazgatótanáccsal, egy cégként funkcionál. Az Unilever tevékenységi körét 4 fő divízióba sorolhatjuk, ezek az élelmiszerek, az üdítők (üdítőitalok és jégkrémek), a tisztítószerek és a testápolási termékek. Kutatás-fejlesztési egységei az Egyesült Királyságban (2), Kínában, Indiában és az USA-ban találhatóak.
Az Unilevert 1929-ben a holland margaringyártó Margarine Unie és a brit szappangyártó Level Brothers összeolvasztásával alapították. A 20. század második felében az Unilever termékpalettája kibővült az olaj- és zsíralapú termékek gyártásához képest és világszintű terjeszkedésbe kezdett. Az Unilever számos vállalati akvizíciót hajtott végre, ilyen például a Lipton (1971), a Brooke Bond (1984), a Chesebrough-Ponds (1987), a Best Foods (2000), a Ben & Jerry's (2000), az Alberto-Culver (2010) és a Dollar Shave Club (2016) megszerzése. Az Unilever speciális vegyszerek üzletágát 1997-ben az ICI-nek értékesítette. A vállalat 2015-ben, Paul Polman vezetése alatt elkezdte a fokozatos fókuszváltást: a lassú növekedést produkáló élelmiszeripari márkák helyett az egészségügyi és szépészeti termékekre került nagyobb hangsúly az Unilevernél.
A Unilever N. V.-t a Euronext Amsterdamon szerepel elsődleges jegyzéssel, és az AEX indexnek is része. A Unilever plc elsődleges jegyzése a Londoni Értéktőzsdén történik és az FTSE 100 Index-nek is alkotórésze. A vállalat az Euro Stoxx 50 tőzsdeindex része is.

## Története
Az Unilever 1929-ben az angol szappangyár, a Lever Brothers és a holland margaringyár, a Margarine Unie egyesülésével jött létre. A margarin és a szappan fő alapanyaga a pálmaolaj, így a cég – a vállalatok egyesülése után – gazdaságosabban és nagy mennyiségben importálhatott. Az 1980-as évek elején a szappan és az étkezési zsír a bevételek az eredeti 90%-hoz képest mindössze csak a bevétel 40%-át tették ki.
Az 1930-as évek végére a cég már növekedésnek indult és Latin-Amerikában kezdett el terjeszkedni.
1984-ben megvásárolja a Brooke Bond angol teamárkát.
Az 1980-as évek végén megerősítette pozícióját a bőrápolás piacán. Felvásárolja a Chesebroug-Pondst a Ragú, a Pond's, a Agua-net, Cutex és Vaseline gyártóját, majd a Calvin Klein Cosmetics és Fabargé követi.
2000-ben a vállalat tovább terjeszkedik Észak-Amerikában az élelmiszerpiacon és felvásárolja Best Foodst, a Ben&Jerry's-t és Slims Fast cégeket.
Az Unilever gyárai megtalálhatók szinte minden kontinensen és kutatási laboratóriumai vannak Angliában, Hollandiában, az Egyesült Államokban, Indiában, Pakisztánban és Kínában.
2018. novemberének végén a cég bejelentette, hogy 'Paul Polman, a Unilever vezérigazgatója, hogy 2018 végén, több mint 10 év után távozik a vállalat éléről. Helyét 2019. január 1-jétől a szépségápolásért felelős elnök, Alan Jope vette át. 

2024 márciusában bejelentették, hogy az év során szerkezetátalakítást hajtanak végre s cégbnél. A változás várhatóan a dolgozói létszám 5,9 %-át érinti. 
Az átalakítás érinti - többek között - a jégkrémgyártó üzletágat is; a Ben & Jerry's és Magnum jégkrémeket is gyártó egységet külön vállalatba kívánják szervezni. 

## Az Unilever Magyarországon
Az Unilever már a második világháborút megelőzően is jelen volt Magyarországon, de miután a háború után a cég vagyonát államosították, hosszú évtizedekre eltűnt a magyar piacról.
A rendszerváltás után megalakult az Unilever Magyarország Kft., amelynek tevékenysége az alapításkor jégkrémek gyártására és forgalmazására terjedt ki.
Az elkövetkező években az Unilever magyarországi üzlete gyors növekedésnek indult, és sorra olvasztotta magába az egyes cégeket.
2006-ban az Unilever Magyarország Kft. átvette az Unilever vállalatcsoport boszniai üzletének az irányítását, ettől kezdve a budapesti iroda a magyar-horvát-szlovén-bosnyák üzlet regionális központja.
2007-ben a regionális szervezet hat országosra bővül, 2008 novemberétől pedig Budapestet jelölik meg Csehország, Szlovákia, Szlovénia, Horvátország, Bosznia-Hercegovina, valamint Magyarország Közép-Európa Régió regionális központjának. A cég 2009 végéig tartani tudta növekedési ütemét Magyarországon, viszont a gazdasági helyzet miatt egyre jobban kiszervezték az egyes irodai munkákat. A kiszervezések és elbocsájtások miatt 2012. végére a cég központi irodája már csak fele akkora alapterületű, mint 2006-ban volt.
A 2024 márciusában bejelentett nemzetközi szintű létszámleépítés esetleg a magyarországi leányvállalatot is érintheti, amelynek  veszprémi gyárában Magnum jégkrémet állítanak elő. 

## Magyarországon forgalmazott márkái
- Algida – jégkrém (2003-tól) – Ben&Jerry's, Breyers, Big Milk, Calippo, Carte d'Or,  Cornetto, Magnum, Nogger, Swedish Glace, Viennetta
- Amodent – fogkrém
- Axe – dezodor és tusfürdő
- Baba – testápoló, tusfürdő, szappan, dezodor
- Bertolli – tésztaszósz
- Cif – tisztítószer
- Coccolino – öblítő
- Delikát – ételízesítő
- Domestos – tisztítószer
- Dove – testápoló, szappan, tusfürdő, dezodor, hajápolás
- Eskimo – jégkrém (2003-ig)
- Flóraszept –  tisztítószer
- Globus – mustár, majonéz, ketchup, salátaöntet, grillszósz
- Hellmann's – mustár, majonéz, ketchup, salátaöntet, grillszósz
- Knorr – ételízesítő, leveskocka, levespor, üveges szósz
- Lipton – filteres/szálas tea
- Rexona – dezodor
- Saga – filteres tea
- Seventh Generation – öko mosó- és tisztítószerek
- Signal – fog- és szájápolás
- Sunlight – gépi mosogatás
- Surf – mosószer
- Szavó – penészölő szer
- Zendium – fog- és szájápolás